# Finlandia en los Juegos Olímpicos de Vancouver 2010
Finlandia estuvo representada en los Juegos Olímpicos de Vancouver 2010 por un total de 95 deportistas que compitieron en 10 deportes. 
El portador de la bandera en la ceremonia de apertura fue el jugador de hockey sobre hielo Ville Peltonen.

## Medallistas
El equipo olímpico finés obtuvo las siguientes medallas:
| Nombre                                                                | Deporte            | Competición | Fecha |
| --------------------------------------------------------------------- | ------------------ | ----------- | ----- |
| Oro                                                                   |                    |             |       |
| —                                                                     |                    |             |       |
| Plata                                                                 |                    |             |       |
| Peetu Piiroinen                                                       | Snowboard          | Halfpipe M  | 17.02 |
| Bronce                                                                |                    |             |       |
| Pirjo Muranen Virpi Kuitunen Riitta-Liisa Roponen Aino-Kaisa Saarinen | Esquí de fondo     | 4 × 6 km F  | 25.02 |
| Equipo                                                                | Hockey sobre hielo | Torneo F    | 25.02 |
| Aino-Kaisa Saarinen                                                   | Esquí de fondo     | 30 km F     | 27.02 |
| Equipo                                                                | Hockey sobre hielo | Torneo M    | 27.02 |